# Херсонський контрнаступ (2022)
Херсонський контрнаступ (також контрнаступ на півдні України, контрнаступ на Херсонщині тощо) — контрнаступальна операція Сил оборони України під час російського вторгнення в Україну. 29 серпня 2022 року Україна оголосила про початок контрнаступу, який тривав до визволення Херсона 11 листопада 2022 року.
Внаслідок операції було визволено правобережну Херсонщину включно з Херсоном з-під російської окупації. Після цього активні бойові дії припинились, але тривають бої на Дніпрі.

## Передумови

### Російський наступ

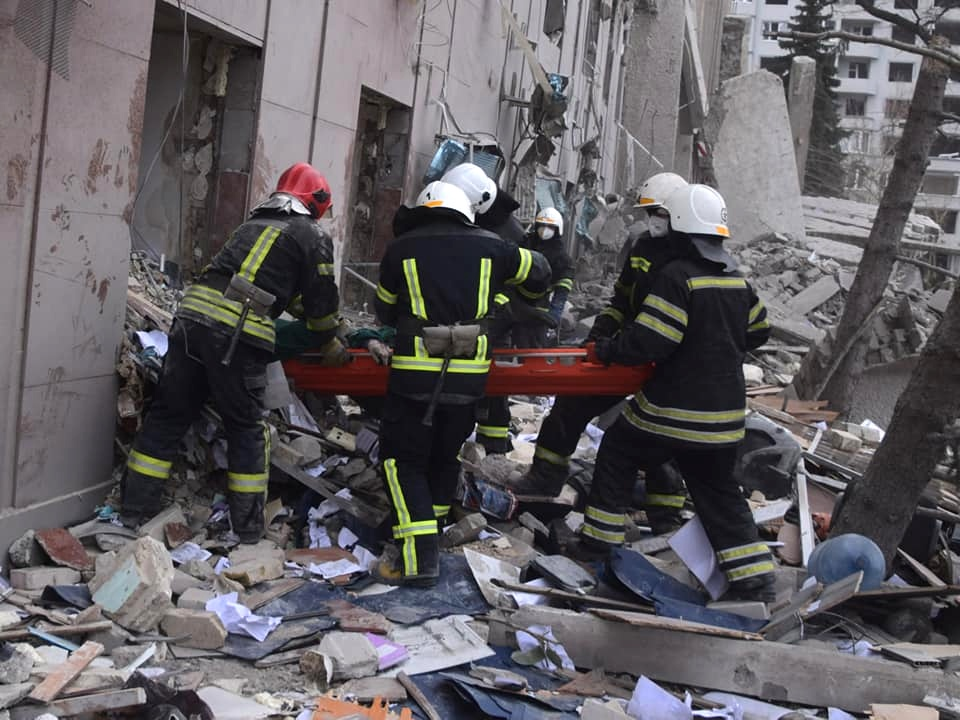
Співробітники швидкого реагування працюють після авіаудару по будівлі ОДА в Миколаєві, 29 березня 2022 року

Під час наступальної операції на півдні України у 2022 році російські війська вторглися до Херсонської, Запорізької та Миколаївської областей України. У перші дні війни російські війська захопили кілька міст на півдні України, зокрема Мелітополь і Херсон, відтіснивши українські війська до міста Миколаєва, намагаючись дістатися Одеси з південного сходу. Після боїв під Вознесенськом російські війська відступили, але продовжували утримувати невелику частину Миколаївської області (зокрема, Снігурівку). У Запорізькій області російські війська просувалися на північ, що призвело до битви під Енергодаром та окупації міста, а також Запорізької атомної електростанції.

#### Російська окупація
2 березня російські війська розпочали цивільно-військову окупацію Херсонської області. Окупаційна влада встановила пам’ятник Володимиру Леніну на міській площі, запровадила російську програму в місцевій шкільній системі, перенаправила інтернет-сервери до Росії, почала видавати російські паспорти та розпочала обіг рублів. На початок липня Росія контролювала 95% Херсонської, 70% Запорізької та 10% Миколаївської областей. Ймовірно, сотні мирних жителів були викрадені російською окупаційною владою в трьох областях.
Наприкінці травня російські урядовці схвалили плани анексії всіх трьох областей і встановили умови на окупованій території в межах Запоріжжя. Російська окупаційна влада в регіоні планувала на кінець 2022 року провести референдум щодо приєднання Херсонської та Запорізької областей, тоді як окуповані частини Миколаївської області мали бути включені до Херсонської області, але незабаром чиновники перенесли дату на осінь,, за словами представників британської розвідки, на тлі побоювань, що території буде відбито українською армією. Багато західних ЗМІ та урядовців охарактеризували цей референдум як «фальсифікацію».

### Українські контратаки
До 11 березня російський наступ на багатьох фронтах у Миколаївській області зупинився, що спонукало до поступового відступу до кінця місяця. У квітні українська влада оголосила про відкидання ворога на південь до кордону з Херсонською областю.
18 квітня сили Росії і так званих «ДНР»/«ЛНР» розпочали битву на Донбасі, що вимагало перекидання частини їхніх сил на схід. Цим скористалися українські військові. ЗСУ вибили російські війська з кількох укріплених позицій, розташованих уздовж південного кордону річки Інгулець. Наприкінці травня Україна вже завдавала незначних контрударів на кордоні Запорізької та Донецької областей.
Станом на 1 червня Інститут вивчення війни оцінив, що українські контратаки в Херсонській області успішно досягли та порушили російські наземні лінії зв’язку вздовж річки Інгулець. Протягом червня невеликі частини північного заходу Херсонської та півночі Запорізької областей були відвойовані українськими військами, запеклі бої точилися навколо Давидового Броду; однак головна лінія російської оборони не відступила, як планувалося спочатку.
До 9 липня Україна здійснила численні дрібні контратаки на російські сили, змусивши їх зайняти оборонні позиції.. Станом на 25 липня Україна повернула 44 міста і села, або 15 відсотків території області.

### Партизанська боротьба
Надходили численні повідомлення про партизанську війну на окупованих територіях. У місті Мелітополь лідери українського опору стверджували, що до 5 червня вбили 100 російських військових. У Херсоні українські джерела стверджували, що учасники опору розбомбили кафе, яке відвідували російські війська, убивши російських колабораціоністів і знищивши російську військову інфраструктуру. На колабораціоністів також скоєно чисельні замахи. 30 серпня в місті були зафіксовані перестрілки та вибухи, які російські чиновники списували на «шпигунів і диверсантів».

### Оголошення про операцію
Українські офіційні особи вперше натякнули на широкомасштабний військовий наступ у середині-кінці червня, заявивши, що «видимих результатів» від українських контрнаступів слід очікувати до кінця серпня 2022 року. 15 червня генерал Марченко заявив, що якщо Україна отримає достатню кількість зброї, то до кінця літа вона зможе здійснити масований контрнаступ.
5 липня Україна розпочала масштабну кампанію бомбардувань російських позицій у Мелітополі, в результаті якої загинули 200 солдатів. 7 липня Україна повернула контроль над островом Зміїний, надавши Україні доступ до важливих морських шляхів для експорту зерна.
Тим часом Росія намагалася зміцнити свої позиції в Херсонській та Запорізькій областях. Росія заявила, що діти, народжені в Херсонській області, автоматично отримуватимуть російське громадянство, маючи на увазі, що Херсон є частиною Російської Федерації.
Зранку 9 липня органи влади України почали закликати жителів Херсонської та Запорізької областей залишити свої домівки у зв’язку з майбутнім контрнаступом українських військ. Зокрема жителів окупованого Херсона закликали створити укриття, щоб «пережити український контрнаступ». Віцепрем'єр-міністр України, міністр реінтеграції тимчасово окупованих територій Ірина Верещук попередила про інтенсивні бої та обстріли найближчими днями, заявивши, що «ЗСУ йде».
9 липня президент України Володимир Зеленський наказав українським військовим, зокрема підрозділам оперативного командування «Південь», повернути окуповані території. Того ж дня міністр оборони України Олексій Резніков заявив, що Україна збирає чисельний загін для наступу.
24 липня чиновник Херсонської ОДА Сергій Хлань заявив, що «до вересня Херсонщина обов’язково буде звільнена, і всі плани окупантів проваляться», а президент Володимир Зеленський говорив про «поетапне» відвойовування області. В Інституті вивчення війни заявили, що ЗСУ станом на 23 липня 2022, ймовірно, або готувалися до початку, або вже розпочали контрнаступ у Херсонській області,  при цьому радник президента Олексій Арестович офіційно підтвердив початок операції 27 липня. Інший (неназваний) український чиновник заявив, що контрнаступ почався лише 10 серпня після вибухів на російській авіабазі в Криму.

### Перші проби

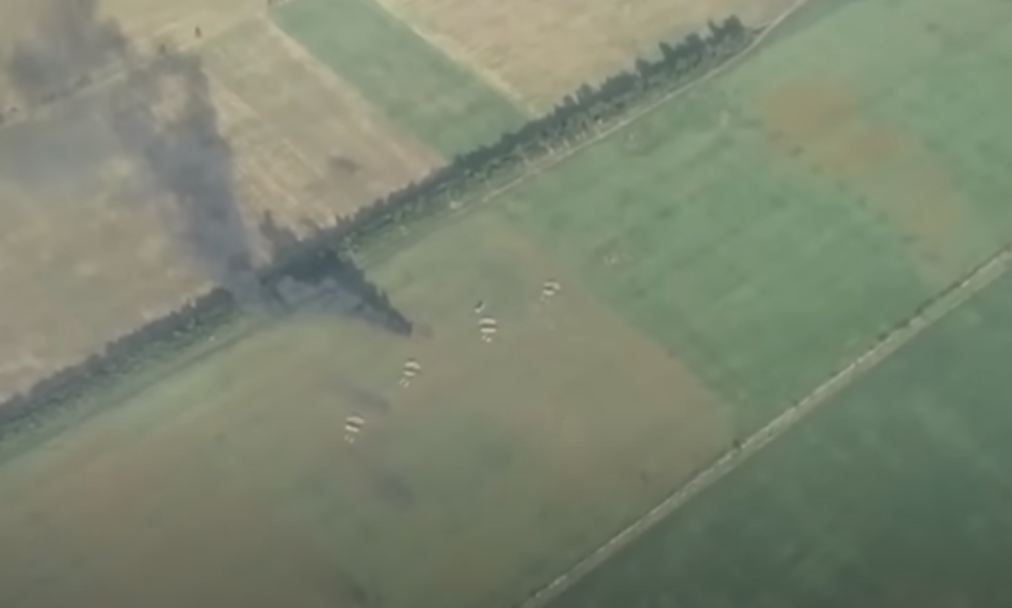
Обстріл українцями російського арсеналу в Миколаївській області, 13 липня 2022 року.

11 липня українська армія повідомила, що відбила село Іванівка (Бериславський район) в Херсонській області. Українські війська завдали удару по Новій Каховці та російському командному пункту в місті Херсон ракетами HIMARS і стверджують, що в результаті загинуло 12 офіцерів і російський генерал-майор. У другій половині дня українська влада заявила, що російські війська перекидають техніку на лівий берег Дніпра, створюючи блокпости в межах міста Херсон, готуючись до вуличних боїв. Українська влада закликала мирних жителів Запорізької області евакуюватись, припускаючи, що триває великий контрнаступ.
12 липня Україна завдала ударів по численних військових об’єктах та інфраструктурі.
13 липня голова Херсонської обласної військової адміністрації заявив, що Україна завдала контрударів по всій лінії фронту Миколаїв-Херсон-Запоріжжя.
14 липня українські сили знищили російський склад боєприпасів у Раденську (приблизно 26 км на південний схід від міста Херсона) і невизначені російські позиції в Новій Каховці. Протягом наступного тижня Україна продовжувала завдавати ударів по російських цілях і наближатися до Херсона.

### Підготовча фаза
Згідно із заявою чиновника Херсонської області Сергія Хланя від 24 липня, українські атаки з пошкодженням Антонівського автодорожнього мосту  та іншого ключового мосту, а також атаки на російські склади боєприпасів і командні пункти були підготовчими діями до наступу.  Днем раніше Хлань заявив, що українські сили відбили кілька сіл у Херсонській області, але українська влада попросила цивільних не публікувати інформацію про хід кампанії до офіційних заяв.  26 липня Антонівський автомобільний міст знову зазнав удару українських ракет ГІМАРС. Міст залишився конструктивно неушкодженим, а проїждже покриття мосту було пошкоджено.
27 липня 2022 року українські війська заявили, що відновили контроль над селами Лозове та Андріївка, обидва на східному березі річки Інгулець Бериславського району Херсонської області.  Протягом наступних місяців українські сили завдали серії обмежених наземних атак, а також кілька повітряних і ракетних атак по російських цілях на півдні України. 9 серпня вибухи сильно пошкодили російську авіабазу в Новофедорівці в Криму. Анонімний західний чиновник заявив, що вибухи, які, ймовірно, були спричинені українською атакою, «вивели з експлуатації більш ніж половину бойових літаків морської авіації (російського) Чорноморського флоту».
Хоча ці українські атаки мали певний успіх, вони не підірвали російську оборону на півдні та не досягли прориву. До 10 серпня неназваний український військовий чиновник стверджував, що контрнаступ ще не почався і був запланований на кінець місяця. Однак, Al Jazeera стверджувала, що обидві сторони, здавалося, воювали одна з одною до безвиході, а український наступ не відбувся. 20 серпня українські джерела визнали, що російські війська розпочали новий наступ на півдні, захопивши Благодатне та Васильки в Миколаївській області. Проте, це просування росіян також було зупинено 24 серпня.

## Контрнаступ
29 серпня українські війська розпочали новий наступ на півдні.  Українське оперативне угруповання «Каховка» та деякі українські чиновники стверджували, що їхні сили прорвали рубежі оборони 109-го полку «ДНР» та російських десантників. Українські офіційні особи також стверджували, що вони вразили та знищили велику російську базу в цьому районі на тлі загального посилення українських повітряних та артилерійських обстрілів російських позицій. Влада окупованого Херсона назвала ці заяви «фейком» та «ілюзією», але також оголосила про евакуацію робочих місць із Нової Каховки після українських ракетних ударів. Місцеві жителі повідомили про запеклі бої на лінії фронту в Херсоні, тимчасово вийшли з ладу електромережі та відбулася евакуація мирних жителів. Журналіст NPR у цьому районі підтвердив підвищення інтенсивності бойових дій і те, що все більше українських сил пересуваються на лінію фронту. Український уряд і військові переважно відмовлялися говорити про територіальні зміни в перший день наступу, хоча анонімні українські чиновники, західні журналісти та ряд російських блогерів повідомили, що українські війська захопили кілька населених пунктів на північ і північний захід від Херсона, на плацдармі через р. Інгулець, а також на південь від кордону Херсонської та Дніпропетровської області. Серед них були села Сухий Ставок, Новодмитрівка (Бериславський район), Томина Балка і Правдине. Також українці атакували російські понтонні переправи на Дніпрі.
До 30 серпня Росія почала скеровувати велику кількість військ і техніки на херсонську лінію фронту для протидії українському наступу. Тим часом Україна посилила обстріли російських концентраційних пунктів, складів боєприпасів, мостів та інших об’єктів. У Херсоні повідомлялося про бої між українськими партизанами та проросійськими силовиками. Російська окупаційна влада заявила, що під Мирним, Солдатським і Снігурівкою точаться бої, Україна відбила Тернові Поди, але була відбита під Правдиним і Олександрівкою.
З 1 по 2 вересня російські блогери повідомляли про подальший наступ України, а також про серію успішних контратак Росії. 3 вересня Міністерство оборони Великої Британії заявило, що українські війська мали три основні напрямки наступу в Херсонській області та мали військову перевагу тактичної несподіванки в результаті помилок російських командувачів і російських матеріально-технічних проблем. Українці зруйнували російські понтонні мости.
4 вересня президент Зеленський оголосив про звільнення двох сіл у Херсонській області та одного в Донецькій. Українська влада опублікувала фото, на якому показано підняття українського прапора у Високопіллі (північ Херсонської області).
5 вересня українці підтвердили інформацію про те, що село Нововоскресенське, що на південний схід від Високопілля, були відвойовані ЗСУ.
11 вересня Інституті вивчення війни повідомив, що українські війська завдали великої оперативної поразки Росії, відвоювавши майже всю Харківську область у швидкому контрнаступі. Тривала дискусія в Києві, а потім оголошення про контрнаступальну операцію на Херсонщину відтягнули значні російські війська від ділянок, по яких українські війська завдавали рішучих ударів останніми днями. Збройні сили України використовували HIMARS та інші західні системи для атаки на російські наземні лінії зв’язку (GLOC) у Харківській та Херсонській областях, створюючи умови для успіху цієї операції. Українське керівництво обговорювало удари на півдні та успішно заплутало росіян щодо їхніх намірів у Харківській області. Західні системи озброєнь були необхідними, але недостатніми для успіху України. Застосування українцями цих систем у добре спланованій і добре проведеній кампанії забезпечило надзвичайний успіх контрнаступальних операцій у Харківській області.
12 вересня Британська розвідка повідомила, що поблизу Херсона, Росія, ймовірно, намагається перекинути достатні резерви через річку Дніпро до лінії фронту. Імпровізований понтонний міст, який росіяни розпочали зводити понад два тижні тому, залишається недобудованим. Українська далекобійна артилерія так часто б'є по переправах через р. Дніпро, що Росія не може відремонтувати пошкоджені мости.
У 20-х числах вересня українські військові офіційно замовчували хід контрнаступу України на півдні. Проте, південне оперативне командування ЗСУ повідомило, що російські війська мінують райони можливого просування України, що вказує на те, що російські війська, швидше за все, віддають перевагу утриманню оборонних позицій, ніж намагаються відновити наступальні операції. Удари російських військових по дамбах на річці Інгулець, за словами представника Фонду Повернись живим, значно сповільнили контрнаступальні дії ЗСУ. Наразі відомо, що окупаційні сили можуть переправляти боєприпаси на правий берег Дніпра, тому Фонд намагатиметься посилити аеророзвідку в цьому районі бойових дій. Російські війська почали використовувати безпілотники іранського виробництва для ударів по українських силах і містах на півдні України. Оперативне командування "Південь" повідомило, що 26 вересня російські війська здійснили дві успішні атаки з безпілотників Шахед-136 на об’єкти військової інфраструктури в Одеській області.
Станом на 24 вересня офіційні особи США оцінили, що становище російських військових на Херсонській лінії фронту погіршується, бо військо страждає від поганого морального стану та ускладнення ліній забезпечення через втрату мостів через Дніпро. Повідомляється, що російські військові командири запросили команду відступити на більш придатні для оборони позиції, але президент Путін втрутився і заборонив залишати Херсон.
2 жовтня, через два дні після анексії Росією чотирьох українських областей, в тому числі і Херсонської, українські війська продовжили наступ на південь від Осокорівки вздовж західного берега Дніпра, звільнивши Золоту Балку, Хрещенівку, Архангельське та Миролюбівку.
3 жовтня стало відомо про звільнення Новоолександрівки, Гаврилівки, Любимівки та Шевченківки.
4 жовтня Новопетрівку, Старосілля, Давидів Брід, Велику Олександрівку, Малу Олександрівку, Біляївку та Українку було повернуто під контроль України.
4 жовтня було звільнено Новопетрівку й Дудчани — села, що знаходиться на березі Каховського водосховища.
9 жовтня було деокуповано Нову Кам'янку.
12 жовтня було деокуповано Нововасилівку, Новогригорівку, Трифонівку та Червоне.
15 жовтня відновився великий контрнаступ українських військ на північному Херсонському фронті в напрямку населених пунктів Дудчани, Милове і Суханове.

### Визволення Херсона
9 листопада МО РФ оголосило, що відводить свої війська з правого берега Дніпра.
10 листопада ЗСУ звільнили місто Снігурівка Миколаївської області. Також було відновлено контроль над населеними пунктами Киселівка, Брускинське, Борозенське, Олександрівка, Станіслав, Чкалове, Миролюбівка, Тамарине, П‘ятихатки, Кучерське, Саблуківка та Качкарівка.
Головнокомандувач ЗСУ генерал Валерій Залужний прокоментував ймовірне відведення військ РФ з правого берега Дніпра: 
|                                       | За кожним так званим «жестом доброї волі» противника стоять колосальні зусилля наших військ. Так само, як ворог відходив з Києва та Харківщини, залишав острів Зміїний, ймовірний вихід із Херсона — це результат наших активних дій. Безпосередньо на Херсонському напрямку Сили оборони України зруйнували логістичні шляхи та систему забезпечення, порушили систему управління військами противника. Тим самим не залишили ворогу іншого виходу, ніж вдатися до втечі. Наразі ми не можемо підтвердити або спростувати інформацію про так зване виведення російських окупаційних військ з Херсона. Ми продовжуємо ведення наступальної операції відповідно до свого плану. Так, на Херсонському напрямку з 1 жовтня просування наших військ в глибину оборони противника складає до 36,5 км, загальна площа відвойованої території сягає до 1381 кв км, відновлено контроль над 41 населеним пунктом. Тільки протягом минулої доби на напрямку Петропавлівка-Новорайськ підрозділи Сил оборони просунулись на 7 км, взяли під контроль 6 населених пунктів, повернули Україні до 107 кв км території. На напрямку Первомайське-Херсон ми просунулись на 7 км, взяли під контроль 6 населених пунктів, площа звільненої землі — 157 кв км. Вірте у Збройні Сили України та нашу Перемогу! |
| — Валерій Залужний, 10 листопада 2022 | |

11 листопада МО РФ повідомило про виведення військ на лівий берег Херсонщини. У той же день, в Херсон увійшли українські військові та повністю звільнили місто.

## Наслідки
Слобожанський та Херсонський контрнаступи стали важливими етапами, що довели спроможність Сил оборони України проводити ефективні наступальні операції та звільняти окуповані території.

## В культурі
Після звільнення Херсона в українському інфопросторі відбувся так званий «Кавуновий флешмоб».